# كارلو مانزوني
كارلو مانزوني (بالإيطالية: Carletto Manzoni)‏ (و. 1909 – 1975 م) هو كاتب، وصحفي، ومخرج أفلام، وكاتب سيناريو من إيطاليا، ومملكة إيطاليا، ولد في ميلانو، توفي في ميلانو، عن عمر يناهز 66 عاماً.

## وصلات خارجية
- كارلو مانزوني على موقع IMDb (الإنجليزية)
- كارلو مانزوني على موقع ديسكوغز (الإنجليزية)
- كارلو مانزوني على موقع كينوبويسك (الروسية)

- كارلو مانزوني في قاعدة بيانات الأفلام على الإنترنت